# Vincenzo Viviani
Vincenzo Viviani (Florença, 5 de abril de 1622 — Florença, 22 de setembro de 1703) foi um matemático, físico e astrônomo italiano do século XVII, discípulo de Galileu Galilei. Reconstruiu escritos de Arquimedes e Euclides.

## Vida

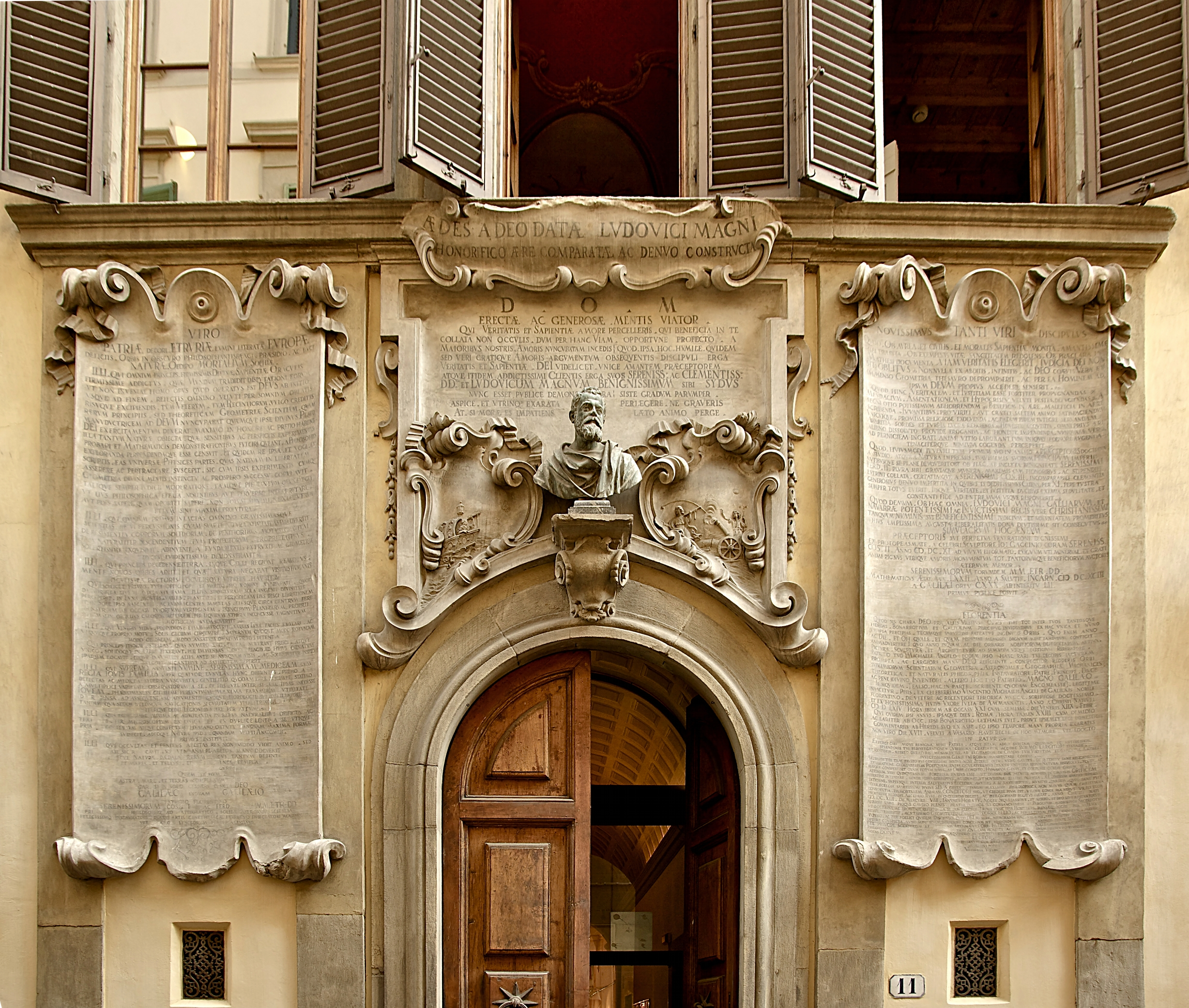
O "Palazzo Viviani" ou "Palazzo dei Cartelloni" com placas e busto dedicados por Viviani a Galileu

Vincenzo Viviani nasceu e foi criado em Florença e fez seus estudos em uma escola jesuíta. Assim que as suas habilidades matemáticas foram percebidas, o grande duque Fernando II de Médici lhe oferece uma bolsa para a compra de livros sobre matemática. Ele torna-se pupilo de Torricelli e começa a estudar física e geometria.
Em 1639 foi colaborador de Galileu Galilei até a morte deste em 1642, sendo seu primeiro biógrafo. Ele torna-se amigo do seu compatriota, o astrônomo e matemático Vincentio Reinieri, colaborador de Galileu.
Entre 1655 e 1656, ele compila uma primeira edição dos seus trabalhos.
Em 1660, Viviani e Giovanni Alfonso Borelli calculam a velocidade do som medindo a diferença entre um raio e o som de um canhão. Eles obtêm um valor de 350 metros por segundo, muito mais próximo do valor real se comparado aos 478 m/s obtidos anteriormente por Pierre Gassendi, o valor real sendo calculado posteriormente como sendo de 331 m/s.
Ele publica em 1659 um importante tratado sobre as Cônicas.
Em 1666, a reputação de Viviani como matemático é reconhecida em toda a Europa. Ele começa a receber muitas propostas de emprego. No mesmo ano, Luís XIV de França lhe oferece uma vaga como astrônomo na Academia Real Inglesa. Com medo de perder Viviani, o grande duque o nomeia matemático da Corte. Viviani aceita a proposta do grande duque e rejeita as outras ofertas.
Em 1687, ele publica a obra Discurso sobre a defesa contra o enchimento e a corrosão dos rios.
Em 1690, Viviani publica uma tradução da obra Os Elementos de Euclides.
Quando morre, em 1703, Viviani deixa um trabalho quase completo sobre a resistência dos sólidos, que é em seguida finalizado e publicado por Luigi Guido Grandi.
Deve-se a ele o Teorema de Viviani, utilizado nos diagramas estatísticos triangulares:
| “ | A soma das distâncias dos pontos ligados pelos lados de um triângulo equilátero que formam um ângulo reto é igual à altura do mesmo. | ” |

Ele também descreveu o problema que originou a Curva de Viviani (1692), que foi solucionado mais tarde por John Wallis.
Ele presenciou, juntamente com os outros professores e filósofos da Universidade de Pisa, os experimentos de Galileu sobre a queda de objetos.
Nos anos 1730, a Igreja autoriza enfim o enterro de Galileu em uma tumba com um monumento. A tumba e o monumento foram construídos na Basílica de Santa Cruz em Florença com os fundos que Viviani havia reservado especialmente para esse fim. Os restos póstumos de Viviani foram também enterrados na tumba de Galileu.
Em sua homenagem foi nomeada uma cratera na lua com o seu nome.

## Publicações selecionadas

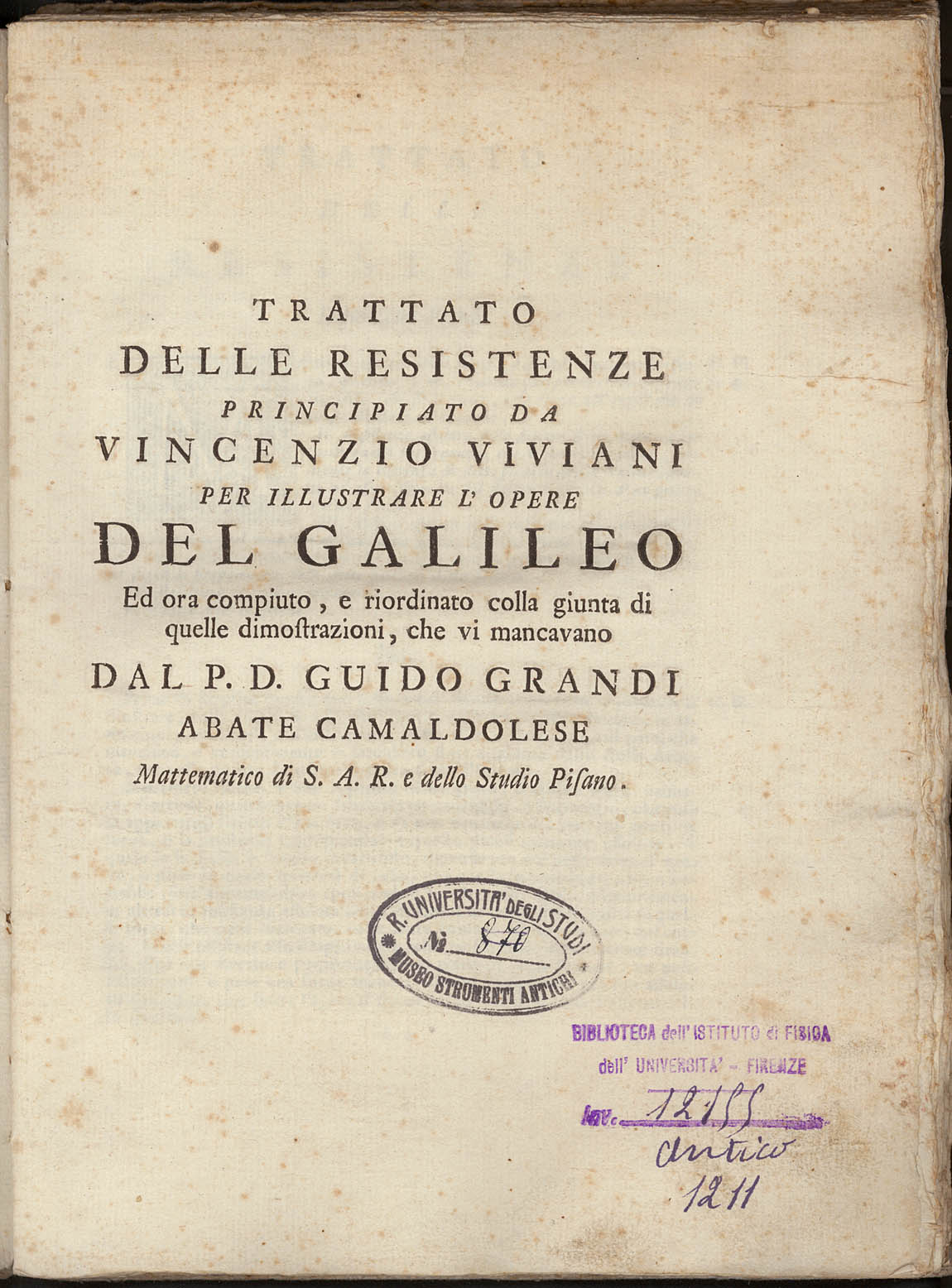
Trattato delle resistenze di Vincenzo Viviani completato da Guido Grandi, 1718

- Racconto istorico della vita di Galileo Galilei (Historical Account of the Life of Galileo Galilei)composto em 1654, publicado em 1717); Tradução para o inglês, "Historical Account of the Life of Galileo Galilei", em On the Life of Galileo: Vincenzo Viviani's Historical Account and Other Early Biographies, edited, translated and annotated by Stefano Gattei, Princeton: Princeton University Press, 2019, pp. 1–93.[3]
- "Relazione intorno al riparare per quanto possibile sia la città e campagne di Pisa dall'inondazioni" (12 de abril de 1684)
- Trattato delle resistenze (em italiano). Firenze: Giovanni Gaetano Tartini & Santi Franchi. 1718